# Пармиджанино
Франческо Пармиджанино е италиански художник и гравьор, един от най-известните представители на маниеризма. Роден е като Джироламо Франческо Мария Мацола, но по името на родния си град – Парма, става известен като Пармиджанино (умалителната форма на псевдонима му произлиза от малкото му тяло и нежния външен вид).

## Произход
Роден е в Парма през 1504 г. и от много малък остава без баща. Отглеждат го братята на баща му, и двамата – живописци.

## Творчество
През 1524 г. Пармиджанино е в Рим, където е представен на новоизбрания папа Климент VII. За да демонстрира своето майсторство, той подарява на папата няколко свои картини, в т.ч. известната „Автопортрет в изпъкнало огледало“ (1524 г.), в която блестящо разрешава сложна задача с перспективата и придава на своето изображение почти сюрреалистичен вид (с огромна ръка на преден план, по-голяма от главата).
Пармиджанино е и известен гравьор.
През последните 10 години от своя кратък живот той завършва три от най-добрите си картини на религиозна тема:
- „Мадоната със Св. Маргарита, Св. Петър, Св. Йероним и Св. Михаил“, Болоня
- „Мадона с роза“
- „Мадоната с младенеца, ангели и Св. Йероним“ (известна и като „Мадоната с дългата шия“ (1534 – 1540), която сега се намира в галерия Уфици. Вероятно като мадоната е изобразена аристократката Паола Гонзага.

## Галерия
- „Мадоната със Св. Маргарита, Св. Петър, Св. Йероним и Св. Михаил“, (1527-1529)
 пинакотека Болоня
- „Мадона с роза“
1528 – 1530
- „Мадоната с дългата шия“;
 1534 – 40; масло; 216 x 132 cm; галерия Уфици; Флоренция
- „Портрет на дама с шапка“ ("Турска робиня", сл. 1530)

## Вазари за Пармиджанино
По литературна традиция, произтичаща от Вазари, за Пармиджанино е прието да се говори като за човек, постоянно вглъбен в мистически размишления и всецяло отдаден на алхимията. Автопортретът на художника, нарисуван в последната година от живота му, където Пармиджанино е изобразен дълбоко замислен, преждевременно остарял, потвърждава думите на неговия биограф. Вазари отдава дължимото на художника Пармиджанино, но с голямо съжаление пише за неговите увлечения и последвалия печален край на живописеца:
„...увличайки се от алхимия, той се превърнал от човек изящен и приятен, в брадат мъж с дълга и мръсна коса, почти див, съвсем не такъв, какъвто е бил по-рано, а после станал и мрачен и недружелюбен.“